# Geografia das Ilhas Feroé

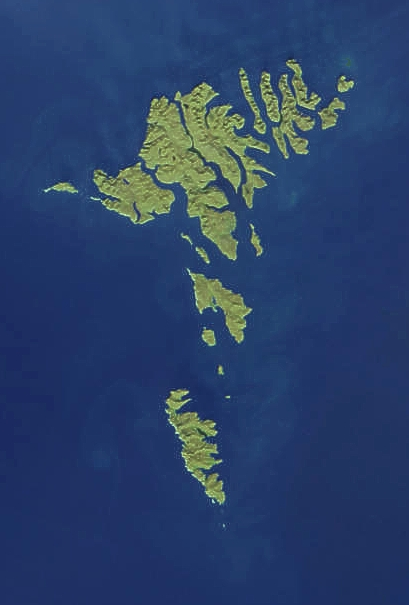
Vista de satélite das Ilhas Feroe.

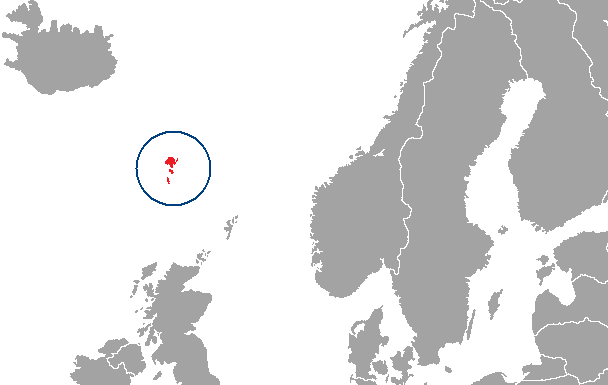
Localização das Ilhas Feroé no Atlântico Norte.

As Ilhas Feroe são um grupo de dezoito ilhas pertencentes a Dinamarca, localizadas na costa do norte de Europa, entre o Mar de Noruega e o Atlántico Norte, a médio caminho entre Islândia e Noruega. Suas coordenadas são 62° 00′ N, 7° 00′ O. Possuem uma extensão  de 1.393 km², sem incluir os principais lagos ou rios. Há 1.117 quilómetros de costa e, como são ilhas, não têm fronteiras terrestres com nenhum outro país.
As Ilhas Feroe geralmente têm verões frescos e invernos suaves, com um céu geralmente nublado e frequentes nevoeiros  e fortes ventos. Apesar de sua alta latitude seu clima é mais leve que em outros lugares devido à corrente do Golfo. As ilhas são escarpadas e rochosas com alguns picos baixos e sua costa são em sua maioria demarcadas por penhascos. O ponto mais baixo está no nível do mar, enquanto sua máxima altura é Slættaratindur , com 882 m. A comunicação por estrada tem sido tradicionalmente difícil, apesar das recentes construções de túneis.

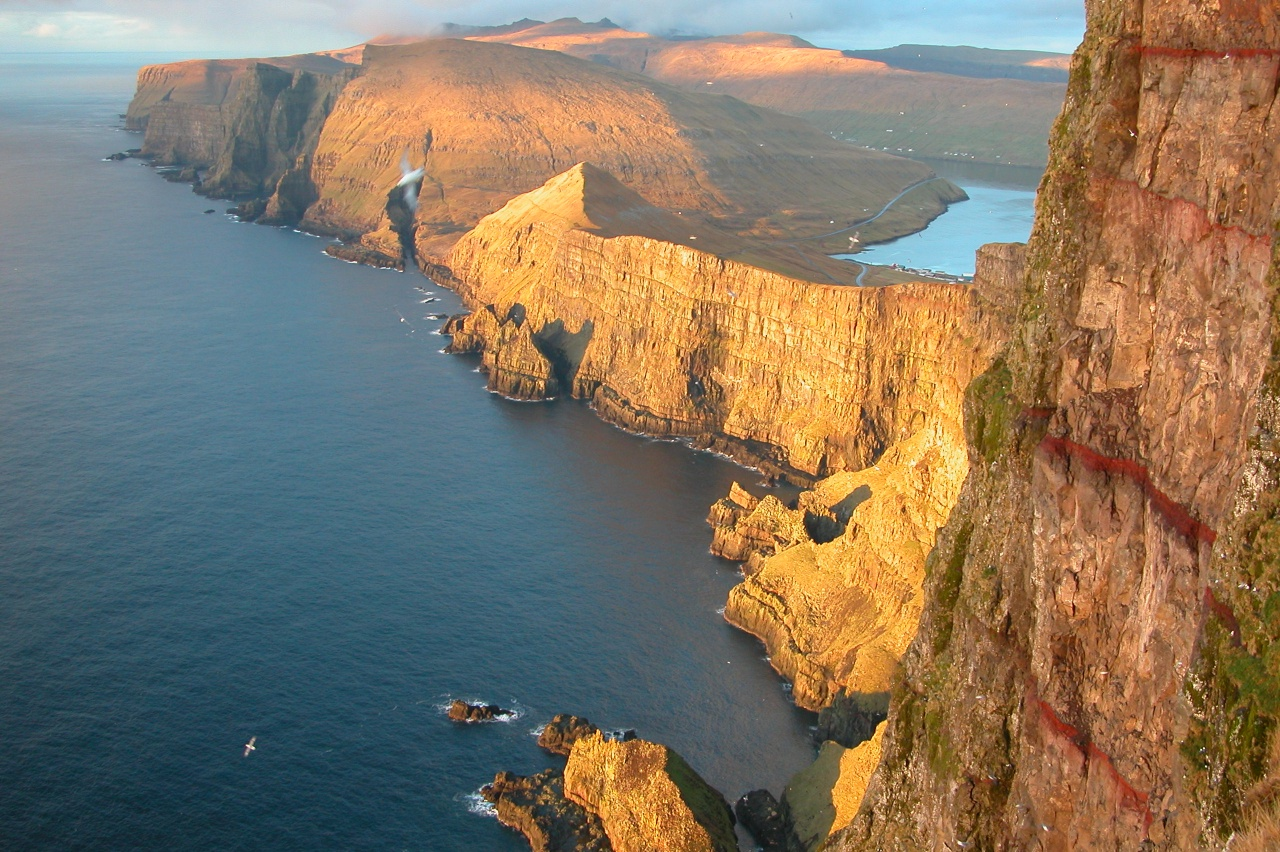
Vista da costa oeste de Seuðuroy.

Muitas das ilhas Feroe tendem ter forma alongada. Os recursos naturais das ilhas são os peixes, as baleias e a energia hidroeléctrica.
Nenhum local nas 18 ilhas que compõem o arquipélago está a mais de 5 km do mar.

## Estatísticas
Coordenadas geográficas
- 62° 00′ N, 6° 47′ O
- Norte: Enniberg, 62°29′,2 N
- Sur: Sumbiarsteinur, 61°21′,6 N
- Oeste: Gáadrangur, 7°40′,1 W
- Leste: Stapin, 6°21′,5 W

Superfície
- Terra: 1,393 km²
- Água: 7,19 km² (a zona inclui 10 dos maiores lagos. Há uma série de pequenos lagos e arroios.)

Fronteiras
0 km
Linha costeira
1,289 km
Reivindicações marítimas
- Plataforma continental: 200 milhas náuticas.
- Zona económica exclusiva: 200 milhas náuticas.
- Mar territorial: 12 milhas náuticas.

Clima
Clima oceánico: subártico (Classificação climática de Köppen Cfc) moderado pela  corrente do Atlántico Norte, longos invernos suaves, com muito vento. Verões curtos e frescos, húmidos no sul e o oeste. Clima polar (Köppen ET) em algumas montanhas.
Terreno
Robusto, rochoso com alguns picos baixos, a maioria da costa com penhascos ao longo . A costa são muito acidentada, com fiordes , e os estreitos entre as ilhas são agitados por fortes correntes de maré.
Elevações extremas
- Ponto mais baixo: Oceano Atlántico 0 m
- Ponto mais alto: Slættaratindur 882 m

Uso da terra
- Terra cultivável: 2.14%
- Cultivos perenes: 0%
- Outras: 97.86%